# Tandemschirm

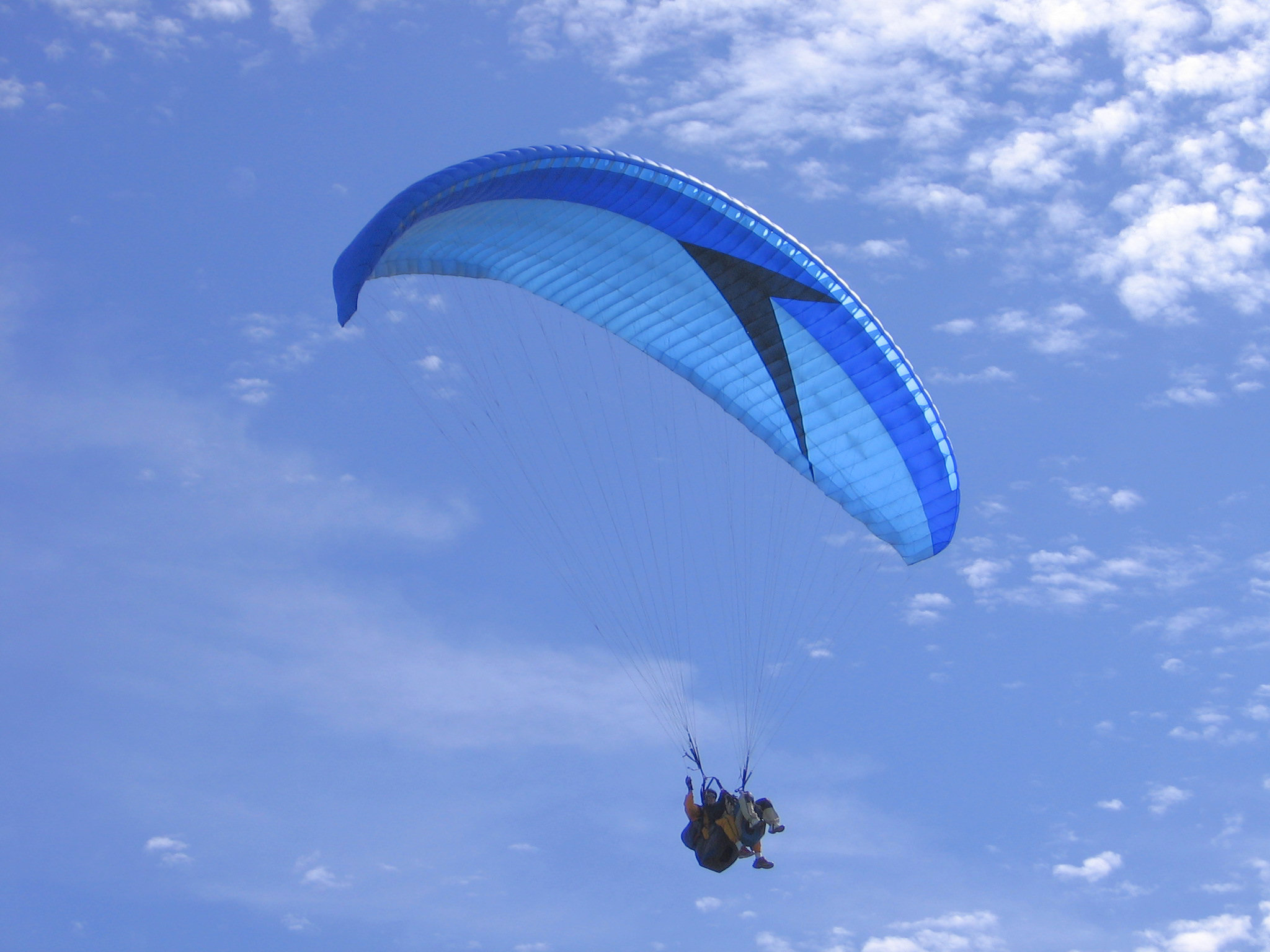
Tandemschirm im Flug

Als Tandemschirm oder Biplace (von lateinisch bi = zwei und französisch place = Platz, somit also ein Zweiplätzer) wird ein Gleitschirm für die Beförderung von zwei Personen bezeichnet, der eine größere Fläche der Kappe (ca. 42 m²) aufweist und somit auch für ein größeres Gewicht (bis zu 250 kg) transportieren kann. Manchmal wird als „Biplace“ auch das Fliegen zu zweit generell bezeichnet.
Um einen Passagier transportieren zu dürfen, muss eine separate, strenge Prüfung abgelegt werden. Passagiere brauchen keine Ausbildung und erhalten von Piloten-Seite genaue Anweisungen für Start und Landung.
Tandemflüge sind für „Fußgänger“ eine einfache und kostengünstige Möglichkeit, die Welt des Gleitschirmfliegens kennenzulernen. Daher wird in den meisten touristischen Alpenorten auch die Möglichkeit geboten, das Gebiet mit einem Tandemflug aus der Luft zu begutachten. Solche Flüge dauern je nach Vorstellung des Passagiers, dem zur Verfügung stehenden Budget und den vorherrschenden Aufwinden zwischen 15 Minuten und 3 Stunden (Thermikflug) und kosten zwischen 70 und 160 Euro (Stand 2009).

## Verwandte Sportarten
Für den Tandemsprung mit einem Fallschirm aus einem Flugzeug, siehe Hauptartikel Tandemsprung.